# Hursag Sulcus
L'Hursag Sulcus è una struttura geologica della superficie di Ganimede.